# St. Michael (Würzburg)

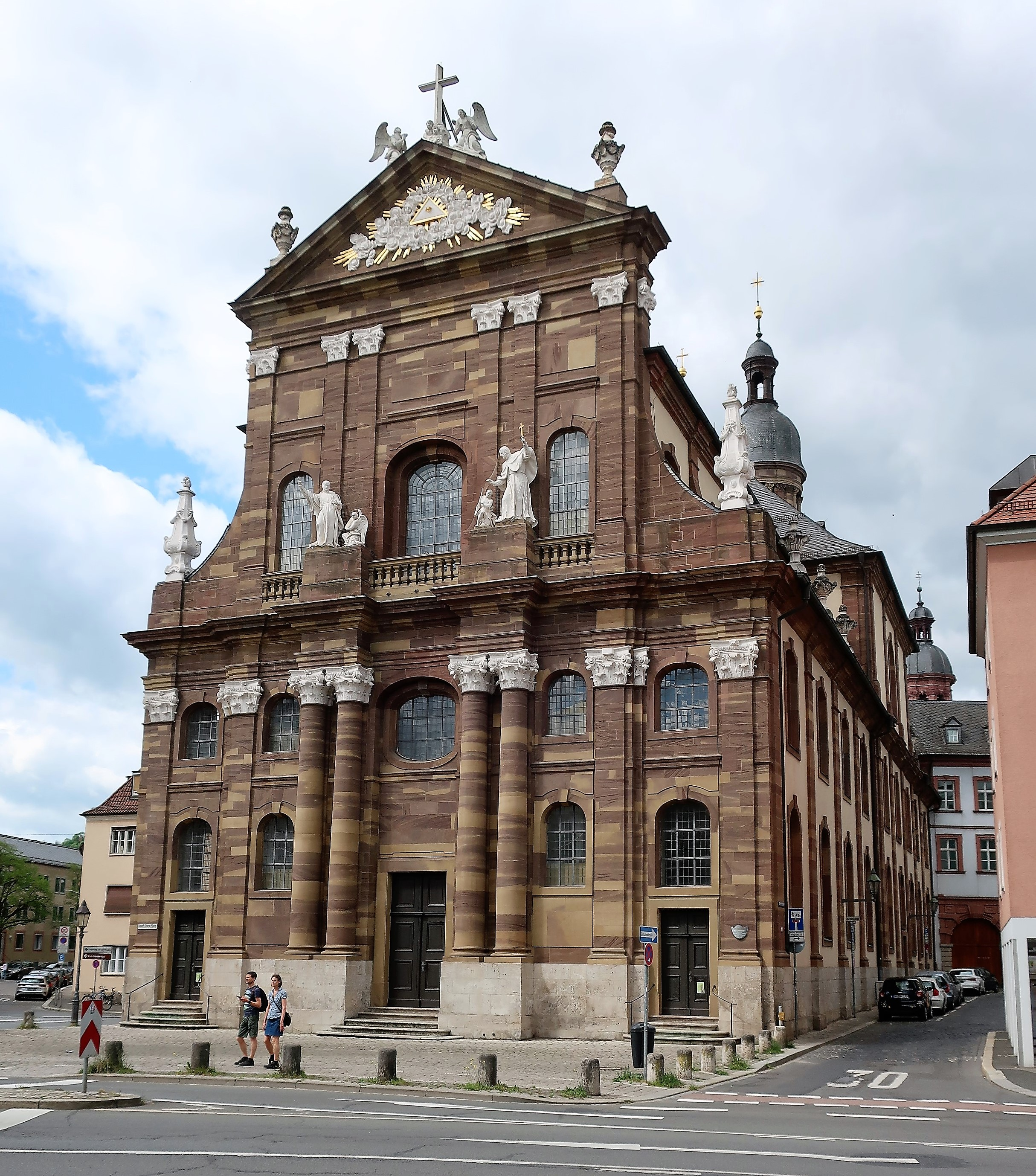
Fassade der Seminarkirche St. Michael

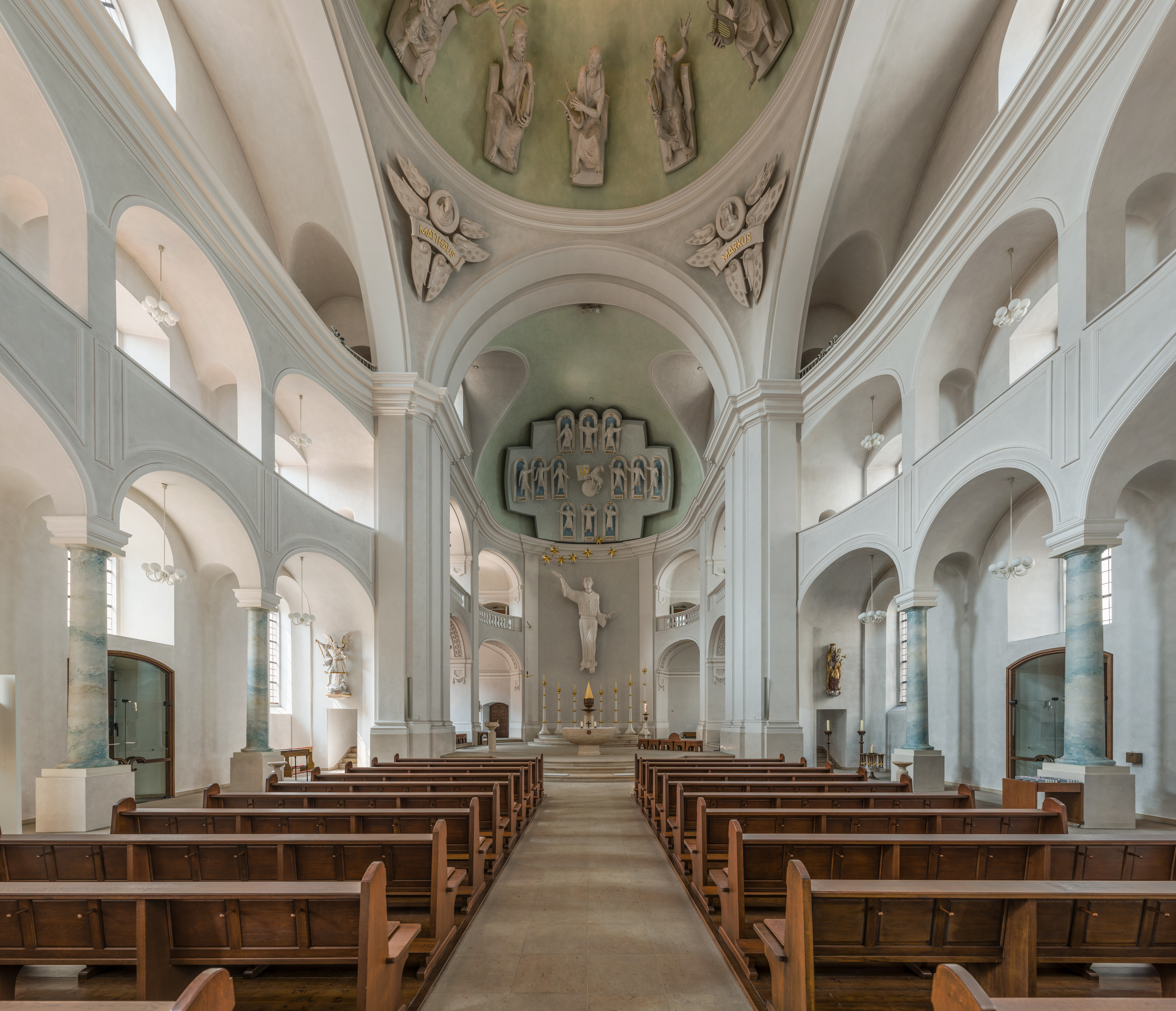
Innenraum – Blick zum Chor

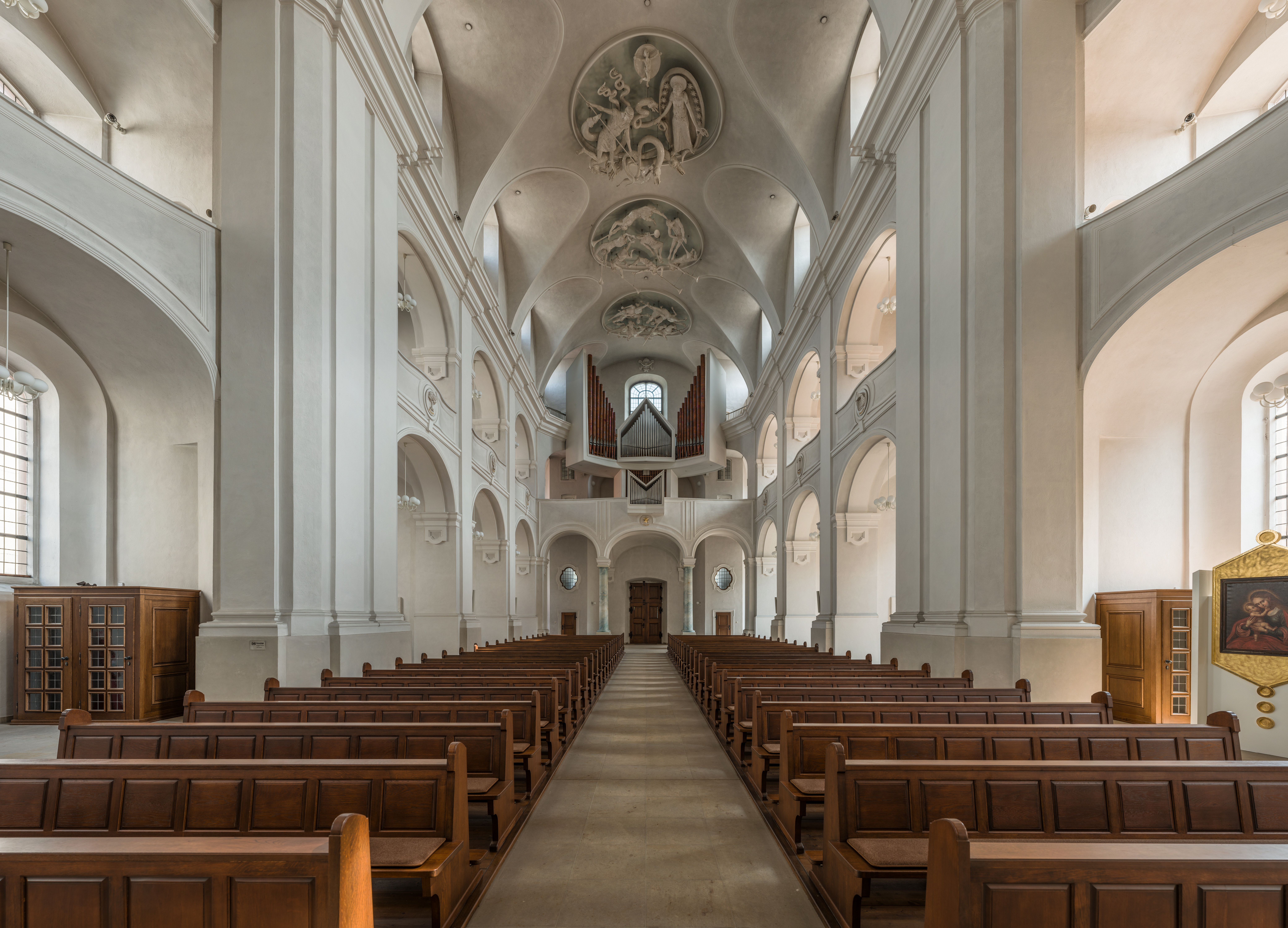
Innenraum – Blick zur Klais-Orgel

Die römisch-katholische Seminar- und Pfarrkirche St. Michael in Würzburg ist die Kirche des bischöflichen Priesterseminars sowie Pfarrkirche der Seminarpfarrei. Sie ist baulich mit  dem Seminarkomplex verbunden.

## Geschichte
An der Stelle von St. Michael befand sich Anfang des 13. Jahrhunderts eine kleine Kapelle. Sie war der heiligen Agnes geweiht und wurde vom Franziskanerkloster genutzt. Nach dem Einzug der Clarissen in das Kloster im Jahr 1220 wurde um 1257 die Klosteranlage umgebaut bzw. neu erbaut und auch eine neue Kirche errichtet. Nach Auflösung des Klosters im 16. Jahrhundert wurde der Gebäudekomplex seit 1561 von den Jesuiten als Ausbildungsstätte genutzt. In den Jahren 1606 bis 1610 bauten die Jesuiten ihre erste Kirche mit dem Patrozinium „St. Michael und St. Agnes“.
Die heutige Michaelskirche wurde von 1765 bis 1798 durch Johann Philipp Geigel und Johann Michael Fischer erbaut. In der Bauzeit wurde der Jesuitenorden 1773 aufgehoben. Das Jesuitenkolleg wurde zum Priesterseminar und die neu erbaute Kirche nach ihrer Weihe als Seminarkirche genutzt, später dann auch als zentrale Firmkirche für das Würzburger Stadtgebiet. Die dort ansässige Marianische Bürgersodalität war 1796 von der Michaelskirche in die Marienkapelle verlegt worden.
Infolge eines Bombenangriffes am 16. März 1945 brannte die Kirche vollständig aus. Nach dem Zweiten Weltkrieg wurde sie instand gesetzt, wobei man sich zunächst auf die notwendigen Maßnahmen beschränkte und eine künstlerische Gestaltung weitgehend aufschob. Im Jahr 1955 wurde die Kirche durch Julius Döpfner geweiht. Erst mit Blick auf den 400. Jahrestag des Würzburger Priesterseminars 1989 gab das Bistum die künstlerische Neugestaltung der Kirche in Auftrag. Grundthema für die Neugestaltung der Innenausstattung war die Offenbarung des Johannes; ausgeführt wurde sie von Heinrich Gerhard Bücker (Beckum). Die Arbeiten dauerten von 1988 bis 1991, als der Altar geweiht wurde. Die Gestaltung der Kuppel wurde 1995 beendet.

## Architektur
Die nach Westen ausgerichtete Kirche ist eine Emporenbasilika mit vierjochigem Langhaus, angedeuteten Querhausarmen und apsidialem Chor. Darüber steht der Chorturm mit dem Geläut. Die Vierung ist im Inneren von einer Flachkuppel überwölbt und trägt außen einen Dachreiter. Die Portalseite im Osten ist als repräsentative Schaufassade nach dem Vorbild des römischen Barock gestaltet.

### Orgel
Die Orgel wurde 1959 von der Orgelbaufirma Johannes Klais Orgelbau erbaut. Im Jahr 1996 wurde sie von derselben Orgelbaufirma erweitert und neuintoniert, sodass die Orgel nun 35 Register auf drei Manualen und Pedal hat. Ihre Disposition lautet:
| I Rückpositiv C–g3 |        |
| Quintade           | 8'     |
| Lieblich Gedackt   | 8'     |
| Venezianerflöte    | 4'     |
| Nasard             | 2 ⁄3'  |
| Principal          | 2'     |
| Terz               | 1 3⁄5' |
| Sifflöte           | 1'     |
| Cymbel III-IV      |        |
| Krummhorn          | 8'     |
| Tremulant          |        |

| II Hauptwerk C–g3 |     |
| Gedacktpommer     | 16' |
| Principal         | 8'  |
| Holzgedackt       | 8'  |
| Octav             | 4'  |
| Koppelflöte       | 4'  |
| Schwegel          | 2'  |
| Cornett V         |     |
| Mixtur IV-V       |     |
| Trompete          | 8'  |

| III Schwellwerk C–g3 |    |
| Rohrgedackt          | 8' |
| Gemshorn             | 8' |
| Viola da Gamba       | 8' |
| Vox coelestis        | 8' |
| Principal            | 4' |
| Traverse             | 4' |
| Mixtur IV            |    |
| Oboe                 | 8' |
| Tremulant            |    |

| Pedal C–f1 |     |
| Untersatz  | 32' |
| Principal  | 16' |
| Subbass    | 16' |
| Octav      | 8'  |
| Rohrflöte  | 8'  |
| Choralbass | 4'  |
| Mixtur IV  |     |
| Posaune    | 16' |
| Trompete   | 8'  |

- Koppeln: I/P, II/P, III/P, I/II, III/II, III/I
- Spielhilfen: 2 freie Kombinationen, 1 freie Pedalkombination; Setzer 8x8, Sequenzer; Zungeneinzelabsteller

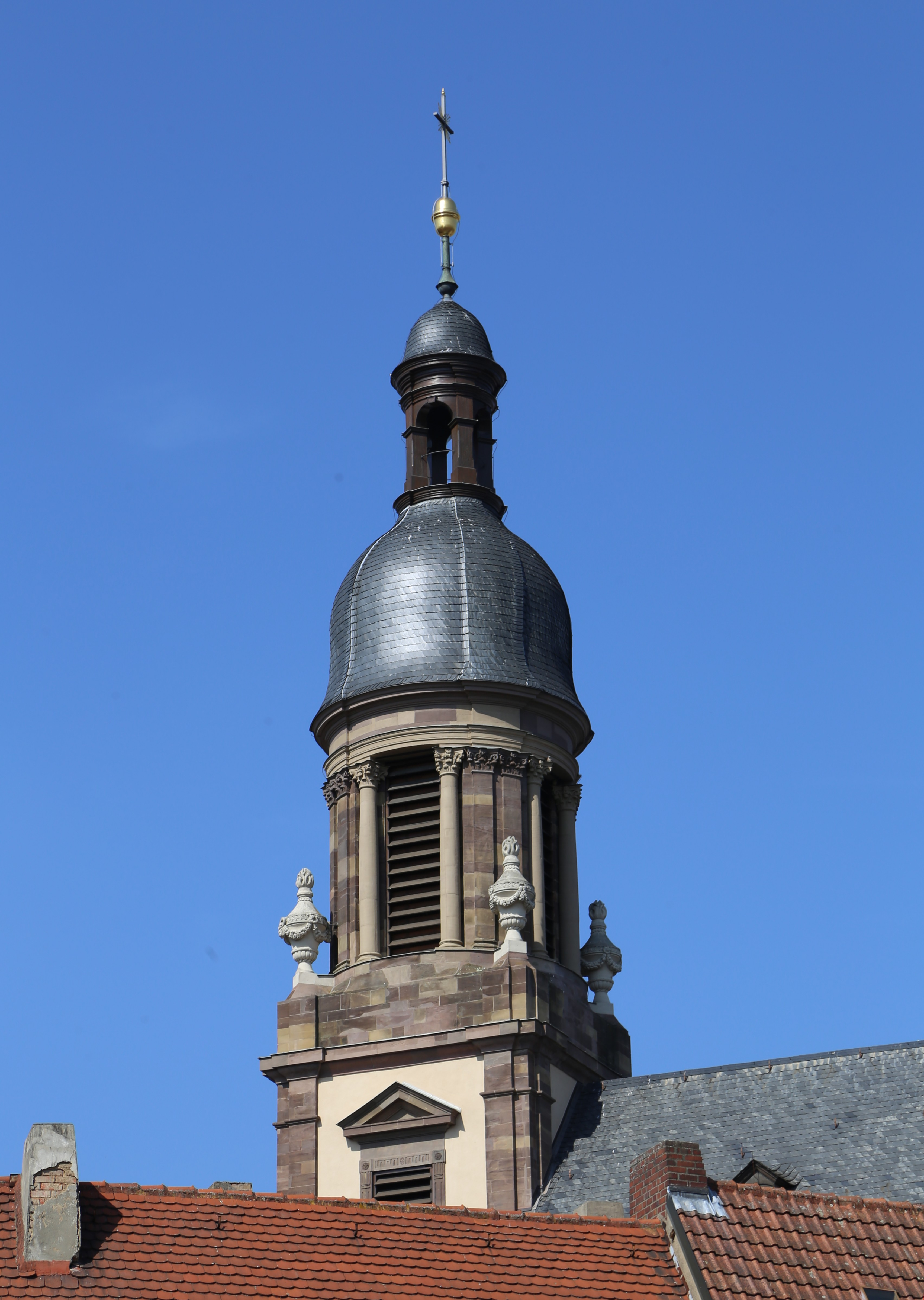
Kirchturm von St. Michael

### Geläut
Das ursprüngliche Geläut ging im Zweiten Weltkrieg verloren. St. Michael verfügte lediglich über eine einzige Glocke (Ton f²) aus dem 16. Jahrhundert. Diese erklang jahrzehntelang allein zu den Gebets- und Gottesdienstzeiten der Seminargemeinschaft. Erst 2013 wurde das Geläut unter Regens Herbert Baumann wieder vervollständigt und durch drei neue Glocken der Gießerei Perner aus Passau ergänzt. Sie tragen die Namen der drei Frankenapostel Kilian, Kolonat und Totnan und erklingen in den Tönen c², es² und g².

## Bildprogramm

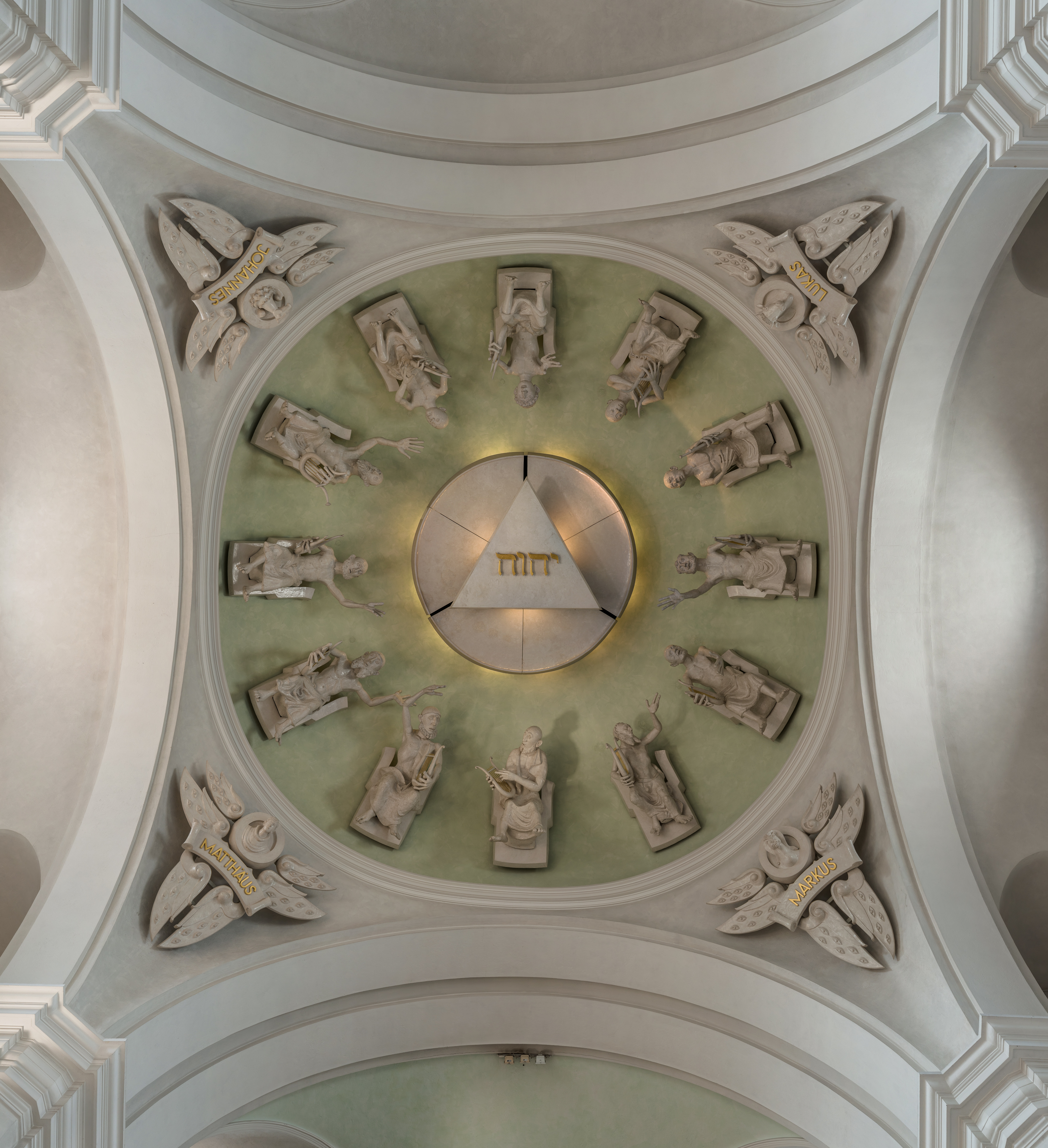
Blick in die Kuppel

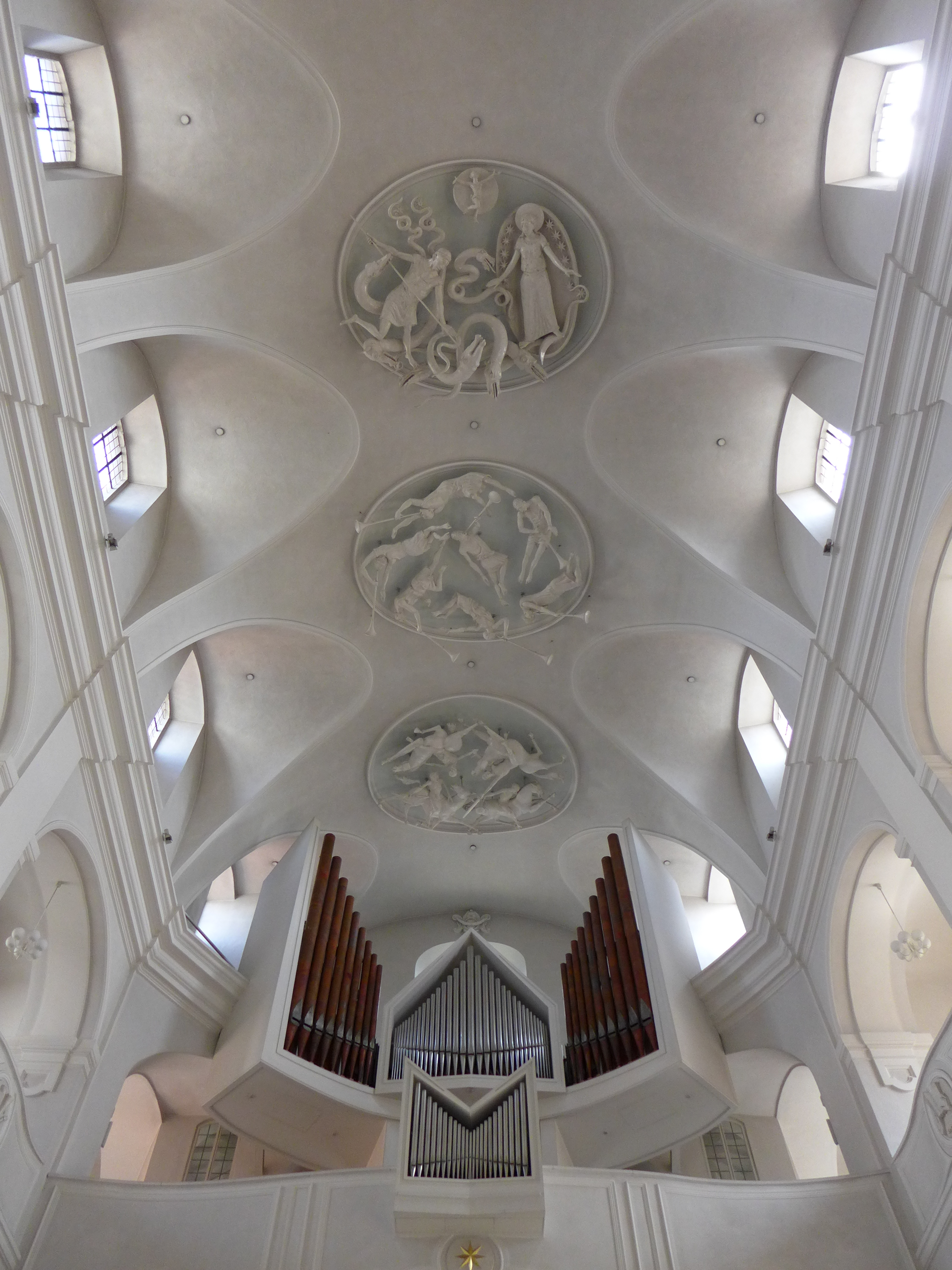
St. Michael (Würzburg), Kircheninneres mit Blick zur Orgel, Gewölbereliefs mit apokalyptischen Szenen

Das Bildprogramm der von Heinrich Gerhard Bücker ab 1988 geschaffenen figürlichen Ausstattung in Alabasterstuck folgt den Visionen der Johannesoffenbarung, des letzten Buchs der Bibel.
Im Blickzentrum steht eine 6 m hohe Christusfigur nach der Beschreibung von Offb 1,12–20 . In der Apsiswölbung darüber ist das Lamm Gottes mit dem Buch mit den sieben Siegeln dargestellt (Offb 5,6–12 ), umgeben von den zwölf Toren des himmlischen Jerusalem, aus denen zwölf Männer mit Verehrungsgesten heraustreten. Auf den Torbögen stehen in hebräischer Schrift die Namen der zwölf Stämme Israels, auf den Torschwellen in griechischer Schrift die Namen der zwölf Apostel (Offb 21,10–14 ).
Im Zentrum der Kuppel steht der hebräische Gottesname, das Tetragramm, im Dreieck der Dreifaltigkeit und im Kreis der Vollkommenheit. Er ist umringt von zwölf Männern, die auf Thronen sitzen und Harfen tragen. In den vier Pendentifs darunter befinden sich die vier Evangelistensymbole. Die Darstellung kombiniert Offb 4,1–11  mit Offb 15,2–3 . Die Zahl der 24 Ältesten ergibt sich als Summe der Zwölf in der Kuppel mit den Zwölf in der Apsis.
Das Deckengewölbe des Langhauses trägt drei ovale Bildmedaillons von 4,2 × 5,2 m Größe. Sie zeigen von hinten nach vorn
- die Unheil bringenden apokalyptischen Reiter (Offb 6,1–8 EU);
- die sieben Engel mit den sieben Posaunen (Offb 8 EU);
- die apokalyptische Frau und den Sieg Michaels über den Drachen (Offb 12 EU).[7]